# Strange Phenomena
‘Strange Phenomena’는 잉글랜드의 음악가 케이트 부시의 노래이다. 1979년 6월 브라질에 한해서 싱글로 발매되었으며, 1978년에 발매한 첫 번째 정규 음반 “The Kick Inside”의 여섯 번째이자 마지막 싱글이다.
‘Strange Phenomena’는 데자뷰, 동시성, 우연이 겉보기에는 의미 있어 보이는 방식으로 뭉쳐진다는 것을 노래하고 있다. 가디언은 "월경에게 바치는 솔직한 찬가"라고 묘사하였다.
브라질에서 비슷한 시기에 나왔던 싱글처럼 ‘Strange Phenomena’ 또한 33.3rpm으로 발매되었다. 브라질은 아르헨티나와 함께 33.3rpm으로 싱글을 발매한 몇 안 되는 국가 중 하나이다.

## 참여진
- 케이트 부시 – 피아노, 리드 보컬
- 앤드류 파월 – 펜더 로즈
- 던컨 맥케이 – 신시사이저
- 이언 베언슨 – 일렉트릭 기타, 통기타
- 데이비드 패튼 – 베이스 기타
- 스튜어트 엘리엇 – 드러머
- 모리스 퍼트 – 타악기